# 로그 (e스포츠)
로그(영어: Rogue)는 유럽의 리그 오브 레전드, 레인보우 식스 시즈, 콜 오브 듀티 프로게임단이다. 이전에는 배틀그라운드, 오버워치, 카운터-스트라이크: 글로벌 오펜시브 프로게임단을 운영했다.

## 연혁

### 카운터-스트라이크
- 2016년 8월 17일 : Rogue 창단 (CS: GO)
- 2019년 3월 26일 : 해체

### 리그 오브 레전드

#### 1군
- 2018년 11월 20일 : Rougue 창단
- 2022년 10월 6일 : Rogue에서 KOI로 팀명 변경 및 리브랜딩

#### 육성군
- 2018년 12월 23일 : AGO Rogue 창단

## 주요 성적

### 리그 오브 레전드

#### 1군
- 리그 오브 레전드 유러피언 챔피언십 2019 스프링 10위
- 리그 오브 레전드 유러피언 챔피언십 2019 서머 4위
- 리그 오브 레전드 유러피언 챔피언십 2020 스프링 5위
- 리그 오브 레전드 유러피언 챔피언십 2020 서머 3위
- 리그 오브 레전드 월드 챔피언십 2020 공동 13위
- 리그 오브 레전드 유러피언 챔피언십 2021 스프링 준우승
- 리그 오브 레전드 유러피언 챔피언십 2021 서머 3위
- 리그 오브 레전드 월드 챔피언십 2021 11위
- 리그 오브 레전드 유러피언 챔피언십 2022 스프링 준우승
- 리그 오브 레전드 유러피언 챔피언십 2022 서머 우승

#### 육성군
- 유러피언 마스터즈 2020 서머 우승
- 2020 삼위일체 폴란드 컵 우승
- 폴란드 울트라리가 시즌 5 우승
- 유러피언 마스터즈 2021 스프링 12~13위
- 폴란드 울트라리가 시즌 6 3위
- 유러피언 마스터즈 2021 서머 9~12위
- 2021 삼위일체 폴란드 컵 우승

## 소속 선수

### 리그 오브 레전드

#### 1군
- 감독 : 사이먼 페인
- 코치 : 버나데트 라미이커, 이규해
- 분석관 : 니코 자네트, 버지니아 무뇨즈

| 이름                  | 소환사명 | 포지션  | 비고 |
| --------------------- | -------- | ------- | ---- |
| 안드레이 파스쿠       | Odoamne  | 탑      |      |
| 김근성                | Malrang  | 정글    |      |
| 에밀 라르손           | Larssen  | 미드    |      |
| 마르코스 스템코프로스 | Comp     | AD 캐리 |      |
| 아드리안 트리버스     | Trymbi   | 서포터  |      |

#### 육성군
- 감독 : 마커스 블롬

| 이름                 | 소환사명 | 포지션  | 비고 |
| -------------------- | -------- | ------- | ---- |
| 야콥 루키            | Sinmivak | 탑      |      |
| 호켐 반 그라핀란드   | Rabble   | 정글    |      |
| 아르디안 스파히우    | Nite     | 미드    |      |
| 다미안 코네펄        | Lucker   | AD 캐리 |      |
| 레온 막시밀리안 안톤 | Leon     | 서포터  |      |